# Titus Bramble
Pour les articles homonymes, voir Bramble.
Titus Malachi Bramble (né le 31 juillet 1981 à Ipswich, Royaume-Uni) est un footballeur anglais originaire de l'île de Montserrat évoluant au poste de défenseur à Stowmarket Town. Il mesure 1,85 m pour 87 kg.

## Biographie
- Il est connu pour ses erreurs défensives monumentales, ce qui lui a valu de figurer dans la pire équipe-type de Premier League, votée par les supporteurs.

- En septembre 2010, il est arrêté avec un autre homme par la police anglaise de Northumbria dans le cadre d'une enquête le soupçonnant de viol, commis dans un hôtel du centre-ville[1].

- L'11 août 2017, il rejoint Stowmarket Town (D9 anglaise)

## Carrière
- 1998-2002 :  Ipswich Town
  - 1999-2000 :  Colchester United (prêt)
- 2002-2007 :  Newcastle United
- 2007-2010 :  Wigan Athletic
- 2010-2013 :  Sunderland AFC[2],[3]

## Palmarès
- Newcastle United
  - Coupe Intertoto
    - Vainqueur : 2006